# Tenis stołowy na Letnich Igrzyskach Olimpijskich 2008
Tenis stołowy na XXIX Letnich Igrzyskach Olimpijskich rozgrywany był od 13 do 23 sierpnia. Turniej odbywał się w Pekińskiej Hali Tenisa Stołowego.

## Konkurencje
Kobiety
- singiel
- turniej drużynowy

Mężczyźni
- singiel
- turniej drużynowy

## Polacy
Wśród 172 tenisistów stołowych znaleźli się również reprezentanci Polski.
Kobiety
- Li Qian – singiel, turniej drużynowy
- Xu Jie – singiel, turniej drużynowy
- Natalia Partyka – turniej drużynowy

Mężczyźni
- Lucjan Błaszczyk – singiel

## Medaliści

### Kobiety

#### singiel
| Lp. | Państwo | Zawodniczka  |
| --- | ------- | ------------ |
| 1.  | Chiny   | Zhang Yining |
| 2.  | Chiny   | Wang Nan     |
| 3.  | Chiny   | Guo Yue      |

#### turniejdrużynowy
| Lp. | Państwo          | Zawodniczki                            |
| --- | ---------------- | -------------------------------------- |
| 1.  | Chiny            | Guo Yue Wang Nan Zhang Yining          |
| 2.  | Singapur         | Feng Tianwei Li Jiawei Wang Yuegu      |
| 3.  | Korea Południowa | Dang Ye-seo Kim Kyung-ah Park Mi-young |

### Mężczyźni

#### singiel
| Lp. | Państwo | Zawodnik   |
| --- | ------- | ---------- |
| 1.  | Chiny   | Ma Lin     |
| 2.  | Chiny   | Wang Hao   |
| 3.  | Chiny   | Wang Liqin |

#### turniejdrużynowy
| Lp. | Państwo          | Zawodnicy                                  |
| --- | ---------------- | ------------------------------------------ |
| 1.  | Chiny            | Ma Lin Wang Hao Wang Liqin                 |
| 2.  | Niemcy           | Dimitrij Ovtcharov Timo Boll Christian Süß |
| 3.  | Korea Południowa | Oh Sang-eun Ryu Seung-min Yoon Jae-young   |